# Vaux (Yonne)
Pour les articles homonymes, voir Vaux.
Vaux est une  ancienne commune française du département de l'Yonne en région Bourgogne-Franche-Comté. Elle est associée à Auxerre depuis le 1er octobre 1972.

## Géographie
Le village est situé sur la rive gauche de la rivière de l'Yonne.

## Toponymie
Ce lieu fut anciennement mentionné : Vallis in pago Autissiodorensi (634), Valles (1164), Vallibus-Magnis (1283), Vaus (1280), Vaulx (1547), Vaux (1793),.

## Histoire
Vaux dépendait avant 1789 du diocèse d'Auxerre et de la province de l'Île-de-France.
Le 1er octobre 1972, la commune de Vaux est rattachée à celle d'Auxerre sous le régime de la fusion-association.

## Administration
| Période                                  | Période  | Identité         | Étiquette | Qualité |
| ---------------------------------------- | -------- | ---------------- | --------- | ------- |
| 2020                                     | en cours | Margaux Grandrue | DVD       |         |
| 2001                                     | 2020     | Philippe Aussavy | PS        |         |
| Les données manquantes sont à compléter. |          |                  |           |         |

## Démographie
| 1806 | 1821 | 1831 | 1836 | 1841 | 1846 | 1851 | 1856 | 1861 |
| ---- | ---- | ---- | ---- | ---- | ---- | ---- | ---- | ---- |
| 315  | 312  | 324  | 338  | 350  | 361  | 380  | 359  | 401  |

| 1866 | 1872 | 1876 | 1881 | 1886 | 1891 | 1896 | 1901 | 1906 |
| ---- | ---- | ---- | ---- | ---- | ---- | ---- | ---- | ---- |
| 398  | 389  | 372  | 391  | 406  | 398  | 355  | 317  | 304  |

| 1911 | 1921 | 1926 | 1931 | 1936 | 1946 | 1954 | 1962 | 1968 |
| ---- | ---- | ---- | ---- | ---- | ---- | ---- | ---- | ---- |
| 276  | 253  | 260  | 260  | 240  | 246  | 238  | 249  | 279  |